# برنی سندرز
برنارد «برنی» سندرز (انگلیسی: Bernie Sanders؛ زادهٔ ۸ سپتامبر ۱۹۴۱) سیاستمدار آمریکایی و سناتور ایالات متحده از ورمانت است. او که بلندمدت ترین دوره حضور به عنوان یک مستقل در کنگره آمریکا را دارد نخستین بار در سال ۱۹۹۰ به نمایندگی مجلس نمایندگان ایالات متحده آمریکا انتخاب شد. او در فراکسیون حزب دمکرات شرکت می‌کند. سندرز برای کسب نامزدی حزب دمکرات در انتخابات ریاست جمهوری سال ۲۰۱۶ رقابت کرد و شکست خورد. وی که برای دومین بار برای رسیدن به کاخ سفید دست به رقابت زده بود، بعد از یک سری شکست در مقابل جوزف بایدن، از رقابت‌ها کناره گرفت و بدین ترتیب بایدن کاندیدای مفروض برای انتخابات عمومی شد.
سندرز در بخش بروکلین شهر نیویورک زاده شد. او در همین منطقه بزرگ شده‌است. سندرز در بروکلین کالج تحصیل کرد و در سال ۱۹۶۴ از دانشگاه شیکاگو فارغ‌التحصیل شد. در سال ۲۰۰۶ او به عضویت در سنای ایالات متحده انتخاب شد. سندرز در سال‌های ۲۰۱۲ و ۲۰۱۸ مجدداً برای عضویت در سنا آرای لازم را کسب کرد.
سندرز یکی از نامزدهای حزب دموکرات برای انتخابات ریاست جمهوری ۲۰۱۶ آمریکا بود. او ۴۳ ٪ از آرای دلگت‌های انتخابات مقدماتی را کسب کرد. هیلاری کلینتون در مقابل ۵۵٪ دلگت‌ها را کسب کرد. سندرز در ۱۲ ژوئیه ۲۰۱۶ به نفع هیلاری کلینتون از رقابت‌ها کنار کشید.
سندرز که خود را یک سوسیالیست دمکراتیک و یک ترقی‌خواه می‌داند، حامی حقوق کارگران بوده و بر مقابله با نابرابری اقتصادی تأکید می‌کند. او مدافع مراقبت سلامت همگانی و تک‌پرداخت‌گر، مرخصی زایمان با حقوق، و نیز آموزش دانشگاهی بدون شهریه است. در سیاست خارجی، او حامی کاستن از هزینه کرد نظامی آمریکا، پی گرفتن بیشتر دیپلماسی و همکاری بین‌المللی و تأکید بیشتر بر حقوق کار و دغدغه‌های زیست‌محیطی در زمان مذاکره بر سر توافقات تجاری بین‌المللی است. سندرز در ۱۹ فوریه ۲۰۱۹ اعلام کرد برای دومین بار برای شکست دادن رئیس‌جمهور مستقر دونالد ترامپ در انتخابات ریاست جمهوری رقابت خواهد کرد. اما وی در ۸ آوریل ۲۰۲۰ از این رقابت‌ها کناره‌گیری کرد، خروج سندرز از رقابت، جوزف بایدن معاون رئیس‌جمهور سابق را به عنوان کاندیدای مفروض برای به چالش کشیدن پرزیدنت ترامپ مشخص می‌کند.
سندرز روشن ساخت که بایدن را کاندیدای حزب در سال ۲۰۲۰ می‌داند اما گفت که در ایالاتی که هنوز انتخابات مقدماتی در آنها برگزار نشده به عنوان کاندیدا باقی خواهد ماند و به جمع کردن نمایندگانی که به او رأی می‌دهند ادامه خواهد داد، اقدامی که به وی در پلاتفرم دمکرات‌ها نفوذ می‌بخشد و پیام او را منتقل می‌کند. سندرز در ۱۳ آوریل حمایت رسمی خود را از جو بایدن اعلام کرد.

## اوایل زندگی
برنی سندرز در سال ۱۹۴۱ در محله بروکلین نیویورک در خانواده‌ای یهودی متولد شد، پدرش از یهودیان مهاجر لهستانی و مادرش اهل نیویورک بود و بسیاری از بستگانشان را در جریان هولوکاست از دست داده بودند. سندرز به مدرسه عبری نیویورک رفت و حتی در مراسم جشن تکلیف یهودی شرکت کرد، هر چند از همان نوجوانی علاقه‌ای به دین و مذهب نداشت.

## اوایل فعالیت سیاسی
سندرز در دانشگاه شیکاگو به اتحادیه سوسیالیستی خلق جوان، شاخهٔ جوانان حزب سوسیالیست آمریکا پیوست، و به عنوان یک سازمانده دانشجویان برای کنگره برابری نژادی و جنبش حقوق مدنی سیاهپوستان آمریکا فعال بود. این جنبش که بخشی از حرکتها به رهبری مارتین لوترکینگ بود منجر به تغییرات قوانینی شد که برابری نژادی در ایالت‌های جنوبی آمریکا را تضمین می نمود.

### حزب اتحادیه آزادی
سندرز حرفهٔ سیاسی خود را در ۱۹۷۱ به عنوان عضوی از حزب اتحادیه آزادی که منشأ آن جنبش ضد جنگ و حزب خلق بود شروع کرد. او در سال‌های ۱۹۷۲ و ۱۹۷۴ برای فرمانداری ورمانت و در ۱۹۷۲ و ۱۹۷۶ برای سناتوری ایالات متحده رقابت کرد. در انتخابات ۱۹۷۴ سنا او پس از پاتریک لیهی دادستان کل ۳۳ سالهٔ شهرستان چیتندن و دیک ملری نمایندهٔ جمهوریخواه مجلس نمایندگان از ورمانت سوم شد.

### شهردار برلینگتون
سندرز در سال ۱۹۸۰ به شهرداری برلینگتون، ورمانت، پرجمعیت‌ترین شهر این ایالت، برگزیده شد.
سندرز در دوران شهرداری خود را سوسیالیست خواند و در مطبوعات نیز چنین توصیف می‌شد. در دور اول شهرداری او، هوادارانش ائتلاف ترقی خواه را شکل دادند که بعداً حزب ترقی خواه ورمانت جایگزین آن شد. ترقی خواهان هرگز بیش از ۶ کرسی در شورای ۱۳ نفره شهر را در اختیار نداشتند، ولی آن قدر کرسی داشتند که شورا را از شکستن وتوهای سندرز بازدارند. در دوران شهرداری سندرز، برلینگتون نخستین شهر کشور شد که به تأمین بودجهٔ صندوق مسکن در مالکیت جامعه پرداخت.
سندرز در طی دههٔ ۱۹۸۰ از منتقدان سرسخت سیاست خارجی ایالات متحده آمریکا در آمریکای لاتین بود. در سال ۱۹۸۵، تالار شهر برلینگتون میزبان سخنرانی نوآم چامسکی در خصوص سیاست خارجی بود. سندرز در سخنرانی خود در معرفی او، چامسکی را به عنوان «یک صدای صریح و مهم در برهوت حیات روشنفکری در آمریکا» تحسین کرد و گفت او از «خوشامدگویی به شخصی که فکر می‌کنم همگیمان به او افتخار می‌کنیم خشنود است.»

## مجلس ایالات متحده

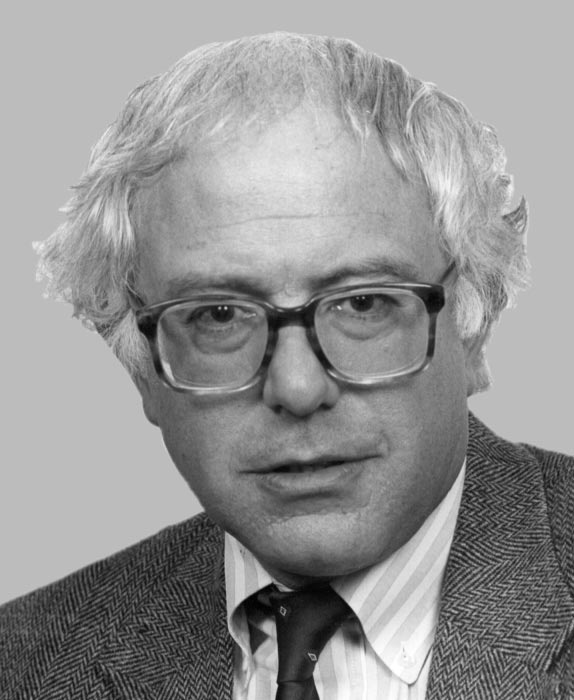
سندرز در ۱۹۹۱

در ۱۹۹۰ او به نمایندگی حوزه انتخابیه کلی ورمانت در مجلس نمایندگان ایالات متحده آمریکا برگزیده شد. واشینگتن پست پیروزی او را به عنوان نخستین راهیابی یک سوسیالیست به مجلس نمایندگان توصیف کرد. سندرز تا زمان انتخاب به سنا در سال ۲۰۰۷ در مجلس نمایندگان فعالیت کرد.
او نخستین سیاستمدار مستقلی بود که پس از ۴۰ سال به نمایندگی مجلس آمریکا برگزیده می‌شد. وی به مدت ۱۶ سال در مجلس نمایندگان فعالیت کرد و جز در انتخابات سال ۱۹۹۴ موسوم به انقلاب جمهوری‌خواهانه که با اختلاف ۳٫۳٪ برنده شد، سایر انتخابات‌ها را با اختلاف بالا برنده شد.
سندرز در سال‌های ۱۹۹۱ و ۲۰۰۲ علیه قطعنامه‌های صادرکنندهٔ مجوز استفاده از زور علیه عراق رای داد و با اشغال عراق در سال ۲۰۰۳ مخالفت کرد. او به اجازهٔ استفاده از نیروی نظامی علیه تروریست‌ها در سال ۲۰۰۱ اغلب از آن به عنوان توجیه قانونی اقدامات نظامی مجادله‌برانگیز از حملات ۱۱ سپتامبر به بعد یاد شده‌است رأی موافق داد.

## سنای ایالات متحده

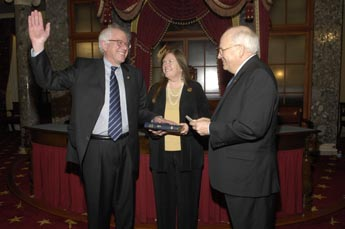
سندرز در حال ادای سوگند به عنوان سناتور ایالات متحده در برابر معاون رئیس‌جمهور دیک چینی ژانویه ۲۰۰۷.

در سال ۲۰۰۵ پس از این که سناتور جیم جفوردز اعلام کرد برای انتخاب مجدد رقابت نخواهد کرد، سندرز کاندیداتوری خود را اعلام کرد. چاک شومر رئیس کمیته کمپین سناتوری دموکرات از وی حمایت کرد که در انتخاب وی مؤثر بود.
سندرز به عنوان یک سیاستمدار مستقل، توافقی با رهبری دموکرات‌های سنا کرد که طبق آن پذیرفت در همهٔ امور رویه‌ای به‌طور دموکرات رای بدهد. در عوض او ارشدیت خود را حفظ و کرسی‌های کمیته‌ها را که در صورت دموکرات بودن به وی تعلق می‌گرفت دریافت کند. او در سال‌های ۲۰۱۳–۱۴ رئیس کمیته امور کهنه سربازان سنای ایالات متحده بود.

## رقابت‌های انتخاباتی ریاست جمهوری ۲۰۱۶
کمپین انتخاباتی برنی سندرز از ۲۶ می ۲۰۱۵ آغاز شد، سندرز برخلاف نامزدهای دیگر به جای حامیان مالی بزرگ از حمایت‌های کوچک طبقات متوسط و کارگر آمریکایی برای تأمین هزینه‌های تبلیغات انتخاباتی بهره می‌برد.
- آیووا: شکست سندرز (اختلاف اندک، تقریباً برابر)[۲۵]
- نیوهمپشر: پیروزی سندرز[۲۶]
- واشینگتن (ایالت): پیروزی سندرز
- آلاسکا: پیروزی سندرز
- هاوایی: پیروزی سندرز
- ویسکانسین: پیروزی سندرز
- وایومینگ: پیروزی سندرز
- نیویورک (ایالت): شکست سندرز

سندرز در ۱۲ ژوئیه ۲۰۱۶ به نفع هیلاری کلینتون از رقابت‌های انتخابات ریاست جمهوری ایالات متحده کنار کشید.
پس از پیروزی دونالد ترامپ حزب جمهوری‌خواه ایالات متحده آمریکا در انتخابات آمریکا بسیاری نتیجه را، منتسب به آنچه «خیانت حزب دموکرات به او» عنوان می‌شد می‌دانستند. چراکه نخبگان و اعضای ارشد حزب دموکرات جانب هیلاری کلینتون را گرفتند و این کار باعث دلسردشدن بخش عظیمی از جوانان و نخبگان دانشگاهی که بیشترشان طرفدار سندرز بودند شد و آن‌ها یا در انتخابات شرکت نکردند یا به سمت دونالد ترامپ رفتند.  زدوبندهای پشت پرده در حزب دموکرات برای پیروزی کلینتون به جای سندرز حتی باعث استعفای رئیس کمیته ملی حزب دموکرات آمریکا شد. وی بعد از انتصاب استفان بانون به عنوان استراتژیست ارشد و معاون عالی رئیس‌جمهور آمریکا از سوی ترامپ به شدت واکنش نشان داد و اظهار داشت: «انتصاب فرد نژادپرستی همچون بانون در چنین سمتی توسط ترامپ کاملاً غیرقابل قبول است.»

## رقابت‌های انتخاباتی ریاست جمهوری ۲۰۲۰

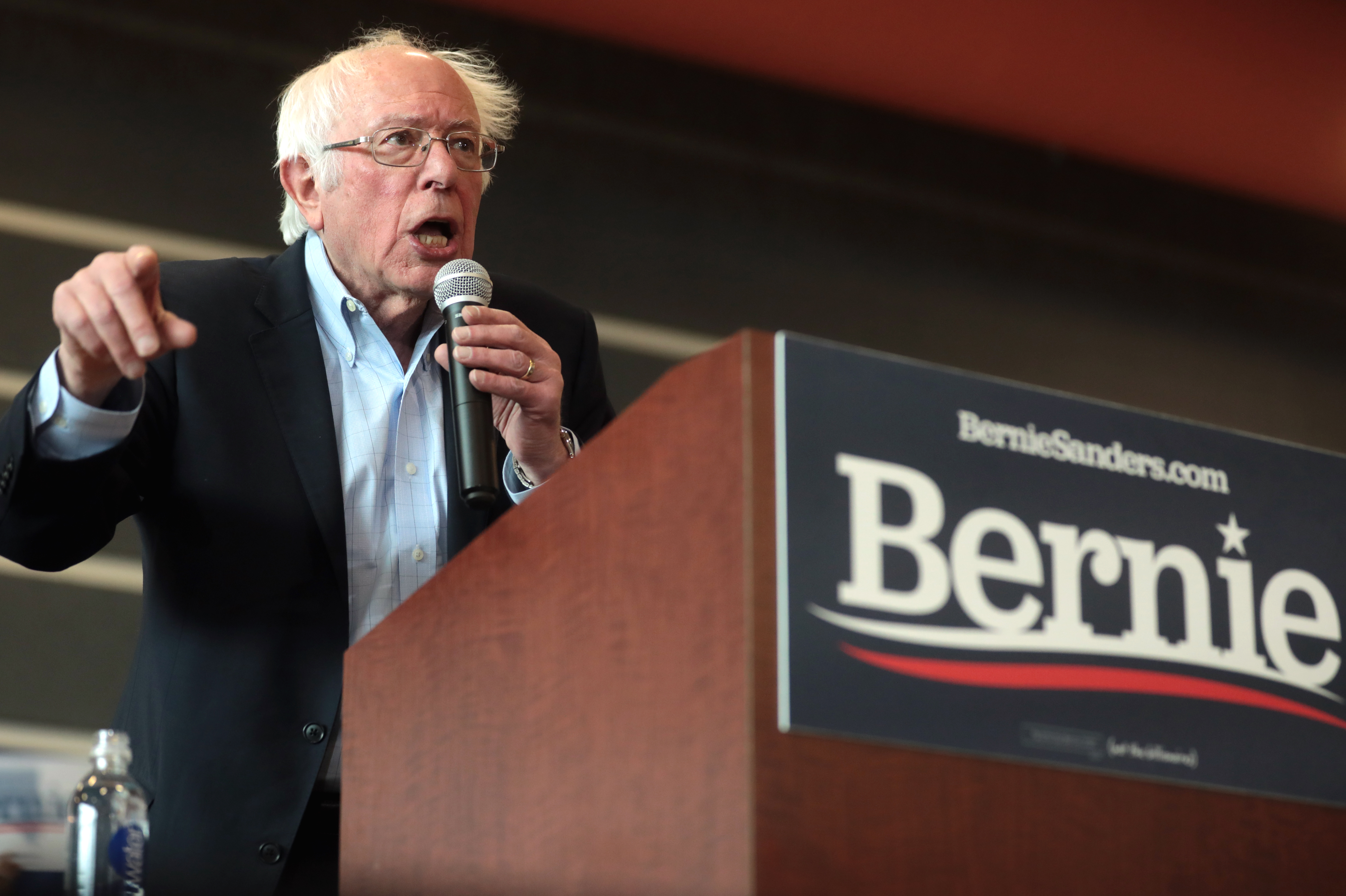
سندرز در حال سخنرانی در کمپین ۲۰۲۰

برنی سندرز در تاریخ ۱۹ فوریه ۲۰۱۹ نامزدی خود را برای انتخابات ریاست جمهوری ۲۰۲۰ آمریکا اعلام کرد. این دومین شرکت او در انتخابات ریاست جمهوری است. او در نظرسنجی‌های اولیه جزو پیشتازان انتخابات مقدماتی حزب دموکرات بوده‌است. سندرز در هنگام اعلام کارزار انتخاباتی خود ۷۷ سال سن داشت، که ۵ سال بیشتر از سن دونالد ترامپ در زمان مشابه محسوب می‌شود. او به دلیل «سن بالا و فرصت ندادن به نامزدهای جوان‌تر» مورد انتقاد برخی هم‌حزبی‌های خود قرار گرفته‌است. از دیگر انتقادات به سندرز «وجود آزار جنسی در کارزار ۲۰۱۶» بوده‌است.
سندرز هنگام اعلام دومین نامزدی خود، کمپین ۲۰۱۶ خود را «انقلاب سیاسی» نامید و اعلام کرد کمپین ۲۰۲۰ فرصت آن است که او و طرفدارانش، «این انقلاب را پیش ببرند.»
وعده‌های انتخاباتی۲۰۲۰ سندرز شامل طرح‌های سوسیالیستی می‌شود. از جمله وعده‌های او می‌توان به «پوشش همگانی سلامت رایگان»، «دانشگاه‌های رایگان» و «شغل تضمین شده برای همه افراد»، اشاره کرد. سندرز همچنین یکی از هدف‌های کمپین ۲۰۲۰ خود را تک دوره ای کردن ریاست جمهوری دونالد ترامپ می‌داند و او را «دروغگو»، «نژادپرست»، «جنسیت پرست» و «همجنس‌گرا هراس» می‌داند. ترامپ در واکنش به نامزدی سندرز اعلام کرد که او «شانس خود را از دست داده» اما برای سندرز «آرزوی موفقیت می‌کنم.»
اعلام نامزدی سندرز مورد استقبال هوادران قرار گرفت و کمپین او در کمتر از یک روز موفق به دریافت بیش از ۴ میلیون دلار کمک مالی شد. رقبای اصلی سندرز در انتخابات مقدماتی حزب دموکرات شامل کامالا هریس، کوری بوکر، الیزابت وارن و جو بایدن می‌شوند.
به گزارش رویترز، سندرز، در کارزار انتخاباتی ریاست جمهوری طی سه‌ماهه اول ۲۰۱۹، ۱۸٫۲ میلیون دلار از ۵۲۵ هزار فرد حقیقی کمک مالی جمع‌آوری کرده و به این ترتیب در زمینه جلب کمک مالی از سایر نامزدهای حزب دمکرات جلو افتاده است.
برنی سندرز در ۸ آوریل ۲۰۲۰، کمپین خود را برای انتخابات ریاست‌جمهوری ۲۰۲۰ آمریکا تعلیق کرد.

## مواضع سیاسی

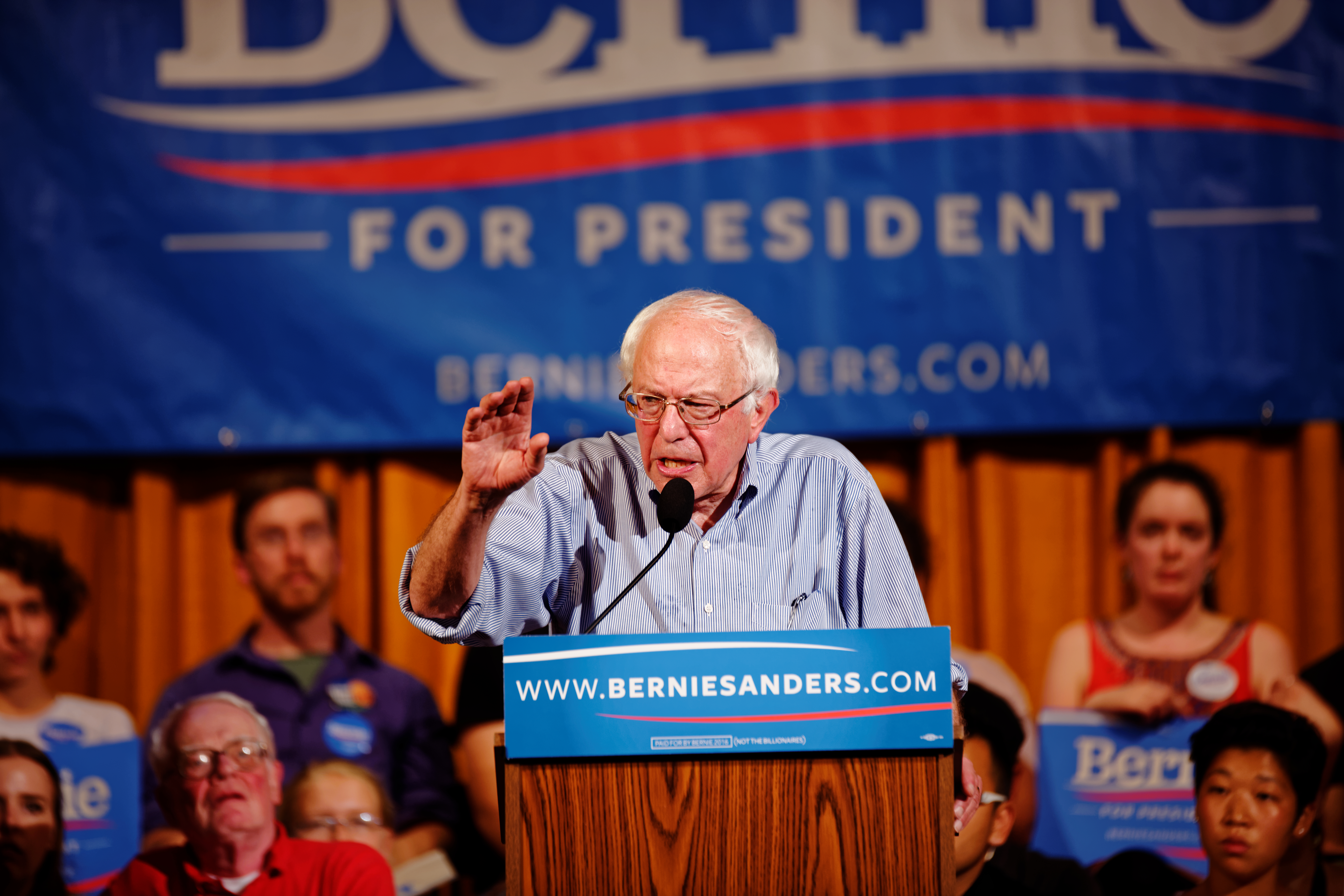
سندرز در یک سخنرانی انتخاباتی در ایالت نیوهمپشر، آگوست ۲۰۱۵

سندرز خود را یک سوسیالیست دموکرات می‌داند، سوسیال دموکراسی مدل اسکاندیناوی را ستوده است و حامی دموکراسی در محیط کار بوده‌است. وی به صراحت از لزوم تغییرات اساسی در مورد برابری دستمزدها، تأمین آموزش و بهداشت رایگان، افزایش مالیات ثروتمندان و مبارزه با تبعیض‌های نژادی و جنسیتی در ایالات متحده سخن می‌گوید. در حوزه سیاست خارجی وی معتقد است آمریکا باید اسراییل را برای به رسمیت شناختن حقوق فلسطینی‌ها تحت فشار بگذارد و طرفدار یافتن راهکاری سیاسی برای برقراری ارتباط بین ایران و آمریکاست. او بیش از هر نامزد دیگری دغدغه‌های زیست‌محیطی دارد.
سندرز معتقد است برای مهاجران تازه باید مسیری به سوی تابعیت ایجاد شود. او به طرح اصلاح جامع مهاجرتی در سال ۲۰۱۳ رأی موافق داد، و گفت برای من خیلی معنی نمی‌دهد هزاران کارگر [خارجی] را به این کشور بیاوریم تا با حداقل دستمزد کار کنند و با بچه‌های آمریکایی رقابت کنند. سندرز با برنامه‌های کارگر مهمان مخالف است در خصوص ویزاهای کارگران ماهر (ایچ-۱بی) نیز مردد است و گفته «سال گذشته ۱۰ کارفرمای با بیشترین کارگر میهمان ایچ-۱بی همه شرکت‌های خارجی برون سپار بودند. این شرکت‌ها مسئول انتقال شمار زیادی از کارهای فناوری اطلاعات آمریکا به هند و دیگر کشورها هستند.» او در مصاحبه‌ای با وکس مخالفت خود را با سیاست مرزهای باز اعلام کرد و آن را طرحی دست راستی، که منجر به از دست رفتن مفهوم دولت ملی می‌شود دانست.

### سیاست خارجی

#### ایران
در ۱ دسامبر ۲۰۱۶ مجلس سنای آمریکا برای تمدید تحریم‌های ده ساله علیه ایران رأی‌گیری نمود. رهبر جمهوری اسلامی گفته بود که تمدید این تحریم‌ها نقض آشکار برجام است. این تحریم‌ها با اکثریت قاطع ۹۹ درصدی رأی آورد و تنها کسی که به این تحریم‌ها رأی نداد برنی سندرز بود.
در انتخابات سال ۲۰۱۶ در رابطه با سیاست خارجی ایالات متحده در قبال ایران، برنی سندرز تنها کاندیدای ریاست جمهوری بود که اعلام کرده پس از رئیس‌جمهور شدن، هر چه سریع‌تر روابط آمریکا با ایران را از سر خواهد گرفت. رقیب او هیلاری کلینتون، معتقد بود این موضوع باید به صورت مقطعی و گام به گام انجام شود، نه به سرعتی که سندرز معتقد است. سناتور سندرز ریشه یهودی دارد اما از برجام به‌طور کامل حمایت می‌کند، معتقد است در قضیه اسرائیل و فلسطینیان، ایالات متحده باید به‌واقع بی‌طرف باشد و از حمایت بی چون چرای اسرائیل دست بردارد و در نهایت خواهان ایجاد رابطه دیپلماتیک مابین جمهوری اسلامی ایران و آمریکا می‌باشد.
برنی سندرز در مناظره با هیلاری کلینتون، در نقد دخالت‌های سابق دولت ایالات متحده در امور کشورهای خاورمیانه و شمال آفریقا، از سقوط دولت قانونی مصدق (کودتای ۲۸ مرداد، به عنوان نمونه ای از عملکرد ایالات متحده در ساقط کردن دولت‌ها یاد کرد و مصدق را نخست‌وزیر منتخب ملت ایران خواند که به خاطر منافع ایالات متحده و بریتانیا، از قدرت به زیر کشیده شد. او نتیجه این کودتا را دیکتاتور شدن شاه ایران و انقلاب ایران دانست.

### مراقبت سلامت
سندرز حامی سرسخت یک نظام مراقبت سلامت همگانی است و گفته «اگر در مورد اصلاحات واقعی در مراقبت سلامت جدی هستید، تنها راه پیش رو نظام تک-پرداخت‌کننده‌ای است.» او مدافع پایین آوردن قیمت داروهایی است که تنها به این خاطر که سالها از نظر ثبت اختراع مورد حفاظتند قیمتشان بالاست. برخی از داروها که در آمریکا هزاران دلار در سال قیمت دارند در کشورهای دیگر در ازای چند صد دلار به عنوان یک داروی معمولی قابل ابتیاع هستند. سندرز به عنوان رئیس زیر کمیته سلامت ابتدایی و پیری، قانونی را برای تجدید و تحکیم لایحه آمریکاییان پیرتر ارائه کرده است که به سالمندان خدمات می‌دهد. او از لایحه مراقبت مقرون به صرفه حمایت کرده گرچه معتقد است این قانون کافی نیست.

## زندگی شخصی

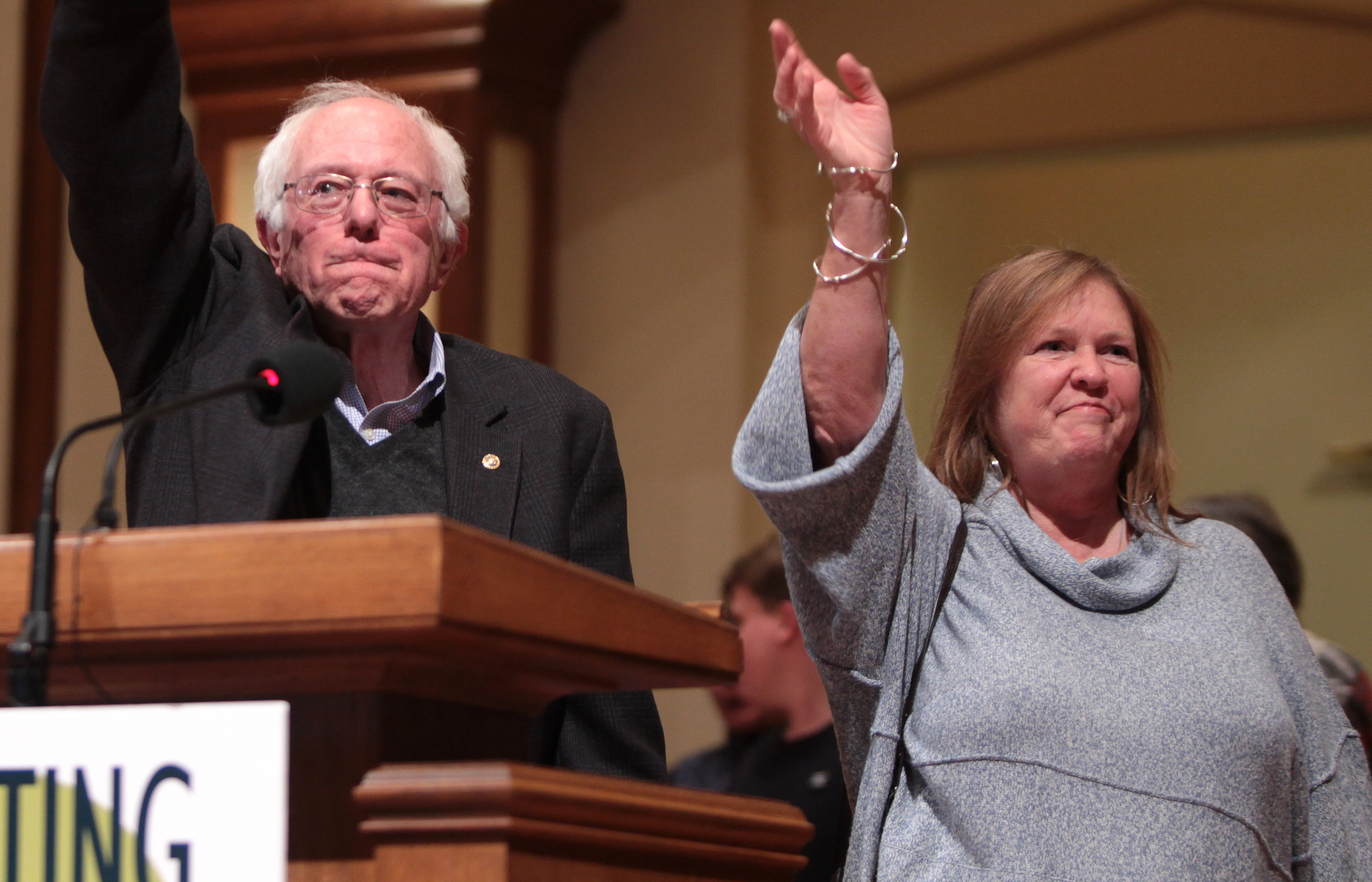
سندرز به همراه همسرش جین اومیرا در آیووا، ۲۰۱۶

سندرز در سال ۱۹۶۳ به اسراییل رفت و در کیبوتص شعار هاآماکیم که باشیوه‌های سوسیالیستی اداره می‌شد کار داوطلبانه و زندگی کرد تا یک زندگی ساده و بی‌پیرایه را تجربه کند. بعدتر برای تکمیل تحصیلاتش به دانشگاه شیکاگو بازگشت و در سال ۱۹۶۴ با همسر اولش دبرا شیلینگ مسینگ که در دانشگاه با او آشنا شده بود ازدواج کرد و دوباره به اسراییل و مزارع اشتراکی بازگشت. این دو در ورمانت خانه‌ای تابستانی خریدند، فرزندی نداشتند و در ۱۹۶۶ از یکدیگر جداشدند. لیوای سندرز پسر سندرز در سال ۱۹۶۹ از سوزان کمپل مات به دنیا آمد. در سال ۱۹۸۸ سندرز با جین اومیرا دریسکول که بعدها رئیس کالج برلینگتون در برلینگتون، ورمانت شد، ازدواج کرد. این زوج یک روز پس از ازدواجشان به عنوان بخشی از هیأتی رسمی و در مقام شهردار برلینگتون، از اتحاد جماهیر شوروی دیدن کردند. سندرز سه فرزند جین را فرزند خود می‌داند. سندرز هفت نوه دارد.